# Clavaria

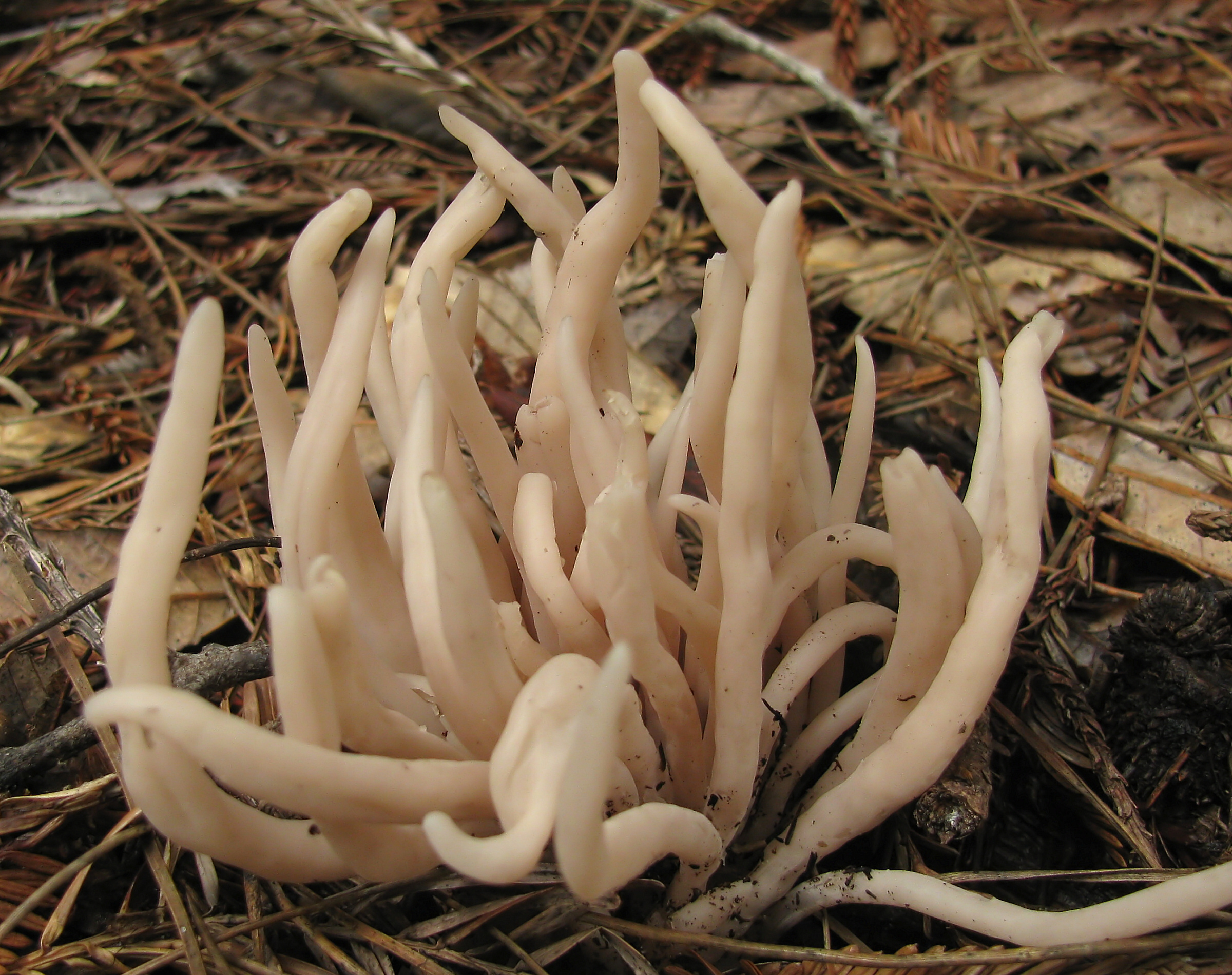
Gożdzieniec przydymiony

Clavaria Vaill. ex L. (goździeniec) – rodzaj grzybów z rodziny goździeńcowatych (Clavariaceae).

## Charakterystyka
Naziemne grzyby klawarioidalne o przeważnie pojedynczym, nierozgałęzionym, cylindrycznych lub maczugowatych bazydiokarpach wyrastających w grupach. W zależności od gatunku mają kolor śmietankowy, żółty, różowy, fioletowy, brązowy lub czarny. Hymenofor gładki, pokrywający całą powierzchnię owocnika. Wysyp zarodników biały, zarodniki gładkie lub kolczaste.
Wszystkie gatunki rodzaju Clavaria występują na lądzie i są grzybami saprotroficznymi. Większość występuje w lesie, gdzie żyją na ściółce leśnej, martwej trawie i mchach. Co najmniej jeden gatunek (Clavaria argillacea) żyje w symbiozie z roślinami z rodziny wrzosowatych. Należące do tego rodzaju gatunki występują na całym świecie na obszarach o klimacie tropikalnym i umiarkowanym.

## Systematyka i nazewnictwo
Pozycja w klasyfikacji: Clavariaceae, Agaricales, Agaricomycetidae, Agaricomycetes, Agaricomycotina, Basidiomycota, Fungi (według Index Fungorum).
Nazwa rodzaju została po raz pierwszy wprowadzona przez S. Vaillanta w 1727 r. Pochodzi od łacińskiego słowa clava oznaczającego klub i wiąże się z gromadnym występowaniem owocników tych grzybów. Rodzaj ten został również opisany przez Karola Linneusza w jego dziele Species Plantarum w 1753 r. Później mykolodzy opisali jeszcze prawie 1200 gatunków zaliczanych do tego rodzaju, jednak wiele z nich to synonimy. Niektóre zostały potem przeniesione do rodzajów Clavulinopsis i Ramariopsis.
Polską nazwę nadał Józef Jundziłł w 1791 r. Franciszek Błoński używał nazwy goździec.
Gatunki występujące w Polsce:
- Clavaria aculeata Błoński 1890[5]
- Clavaria argillacea Pers. – goździeniec gliniasty
- Clavaria falcata Pers. – goździeniec zaostrzony
- Clavaria fragilis Holmsk. – goździeniec robakowaty
- Clavaria fumosa Pers. – goździeniec przydymiony
- Clavaria incarnata Weinm. 1836 – goździeniec cielisty[6]
- Clavaria odorata (P. Karst.) Sacc. 1891[5] – goździeniec pachnący[6]
- Clavaria rosea Dalman – goździeniec różowy[7]
- Clavaria sphagnicola Boud. 1917[8] – goździeniec torfowcowy[6]
- Clavaria tenuipes Berk. & Broome 1848 – goździeniec cienkotrzonowy[6]
- Clavaria zollingeri Lév. – goździeniec fioletowy

Nazwy naukowe na podstawie Index Fungorum. Wykaz gatunków i nazwy polskie według Władysława Wojewody i innych źródeł.